# Tatra (azienda)
Tatra è un'azienda automobilistica della Repubblica Ceca. L'azienda venne fondata a Kopřivnice nel 1850 da Ignác Šustala come Nesselsdorfer Wagenbau-Fabriks-Gesellschaft, fabbrica di carri e carrozze.
Oltre ad essere stata la più importante industria mondiale per la costruzione di tram, la Tatra è anche la terza casa automobilistica in ordine cronologico ad aver prodotto automobili, dopo la Daimler Mercedes-Benz e la Peugeot, avendo costruito la sua prima autovettura nel 1897.
L'azienda ha cessato la produzione di autovetture nel 1999, dedicandosi principalmente alla costruzione di autocarri.

## Storia
Nata come fabbrica di carri e carrozze, la NV (marchio commerciale acronimo di Nesselsdorfer Wagenbau) si dedicò esclusivamente a tale produzione fino al 1897, quando su progetto di Leopold Svitak realizzò il modello Präsident, una carrozza "senza cavalli" di tipo double phaéton, mossa da un motore monocilindrico Benz & Cie. e così denominata per il giubileo d'oro dell'imperatore Francesco Giuseppe.
Dopo la Grande guerra e il conseguente dissolvimento dell'Impero austro-ungarico, l'azienda si trovò divisa in due tronconi, con la sezione commerciale a Vienna e gli stabilimenti di Kopřivnice, inseriti nella neonata Cecoslovacchia. A partire dal 1920, per sottolineare la propria appartenenza territoriale, iniziò a identificare le automobili prodotte con il marchio NV Tatra, in omaggio ai Monti Tatra.
Agli inizi del 1923 avvenne la fusione con la Waggonfabrik Ringhoffer AG in Prag-Smíchov e la nuova società fu rinominata Tatra-Werke, trasferendo gli uffici commerciali a Praga e trasformando la sede di Vienna nella consociata austriaca Austro-Tatra.
Nello stesso anno inizia la progettazione di automobili di serie (il modello T11) con caratteristiche tecniche rivoluzionarie. Nel 1934 viene costruito il modello T77 e alcuni modelli di aeroplani. 
Nel periodo secondo dopoguerra la Tatra si specializza in autovetture di lusso e mezzi pesanti. Tra le auto vi sono da segnalare i modelli "Tatraplan", il T603 (anni sessanta) e il T613 (1975).

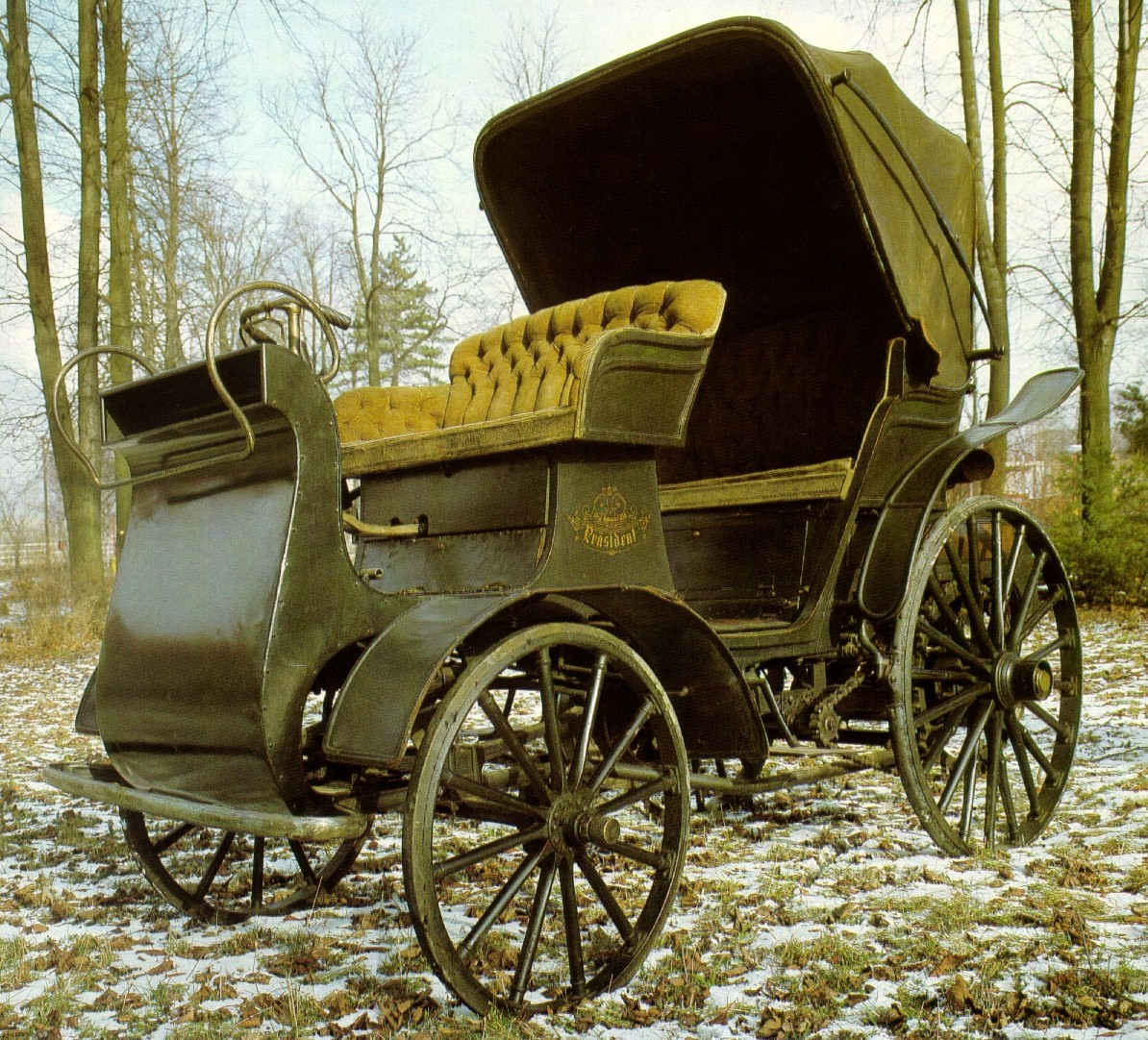
La Tatra Präsident

Degna di nota è anche la Tatra T87, la prima auto studiata in un tunnel aerodinamico: nel 1936 aveva un cx di 0,36, pari a quello, per avere un confronto, di una Ferrari Testarossa.
Tra i camion vi sono da segnalare i modelli T111 (1942), il T 138 (1959), il T 813 (1967), T 148 (1970) ed il T 815 (1983). Molti dei camion hanno preso parte a rally internazionali e a missioni di guerra.

## Prodotti famosi
Cessata la produzione di tram e automobili, l'offerta si basa sui seguenti veicoli:
- militari: ARMAX, FORCE, LIWA, T 810 (prodotto sulla base di un progetto redatto da una azienda ceca, poi fallita, la ROSS), T 815-7 (una versione di quest'ultimo può essere trasportato in un C130 Hercules), utilizzati attualmente da molti paesi, tra i quali: Rep. Ceca, Slovacchia, Arabia Saudita, Israele, U.S.A., India, Emirati Arabi Uniti)
- civili JAMAL, TERRNo1.

Si producono versioni dalle 4 alle 12 ruote, tutte motrici, e con motori fino a 830 Cv.
È l'unica casa ad utilizzare per la normativa euro IV una tecnologia meccanica ad iniezione di riciclo dei gas di scarico.
La Tatra produce l'unico motore diesel Euro 5 raffreddato ad aria (il T3D-928-TM Euro 5 SCR), destinato ad impieghi specialistici. Viene commercializzato con il nome commerciale di TATRA ON AIR (TM).
I motori Tatra sono inoltre gli unici a raggiungere tali standard senza l'aiuto dell'iniezione elettronica, ma con il "classico" sistema meccanico.

### La Tatra V570

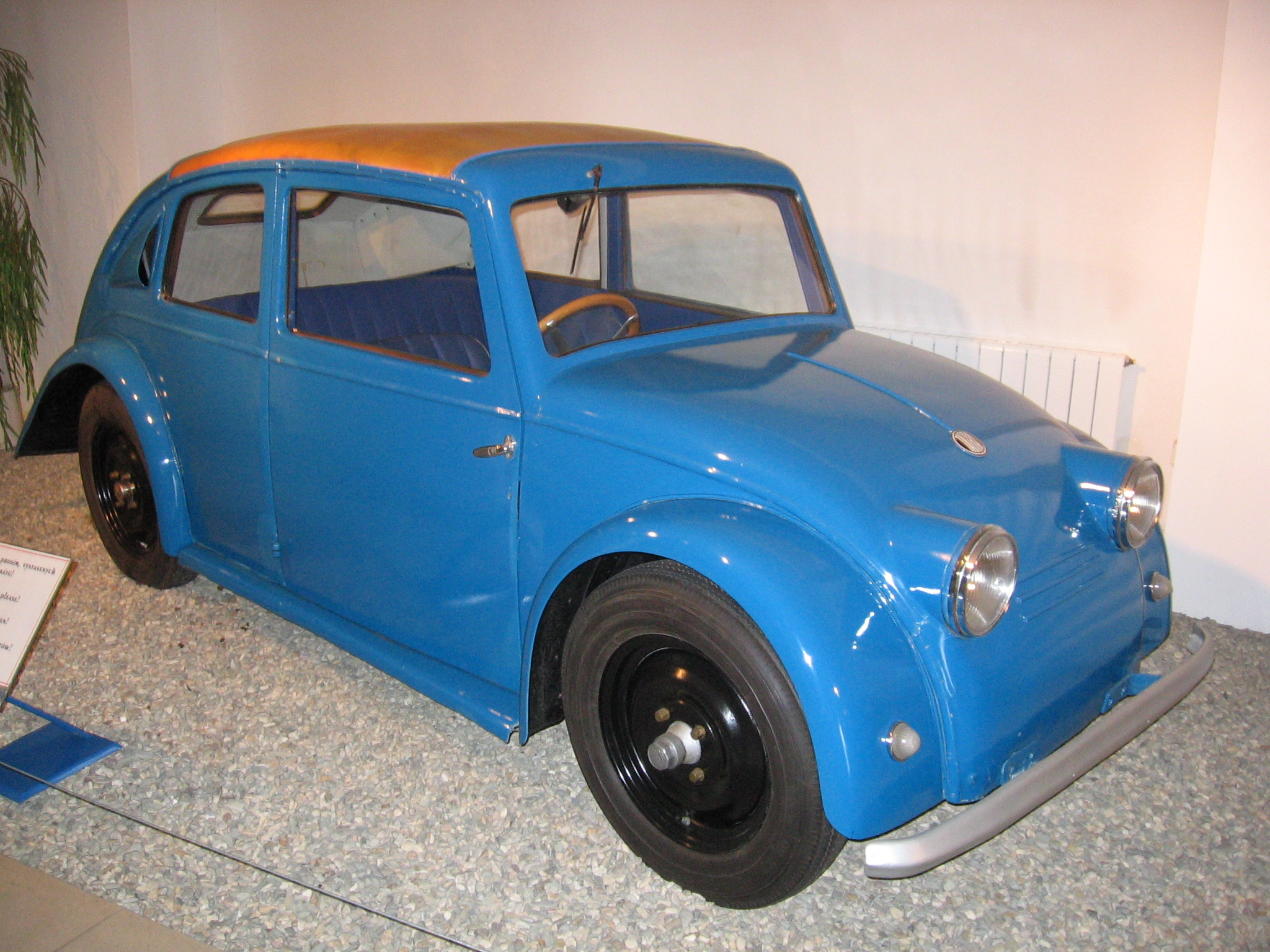
Tatra V570, modello da cui Ferdinand Porsche trasse spunto e soluzioni per la progettazione della KdF-Wagen del 1936.

La Porsche è stata più volte accusata in passato di plagio, ad esempio per quanto riguarda il Maggiolino; vi furono dei processi a tal proposito. In precedenza con il nome Volkswagen si identificò l'automobile per il popolo denominata in progetto KdF-Wagen ad opera dell'organizzazione governativa NS-Organisation „Kraft durch Freude“ (KdF). Il precursore del "VW-Käfer" fu ideato da Ferdinand Porsche. La sua costruzione si basava sui componenti della Tatra V570 e del costruttore austriaco Béla Barényi. Nel caso del Maggiolino la Volkswagen ammise il plagio e si raggiunse un accordo extra processuale, dopo la seconda guerra mondiale.

### La Tatra T3

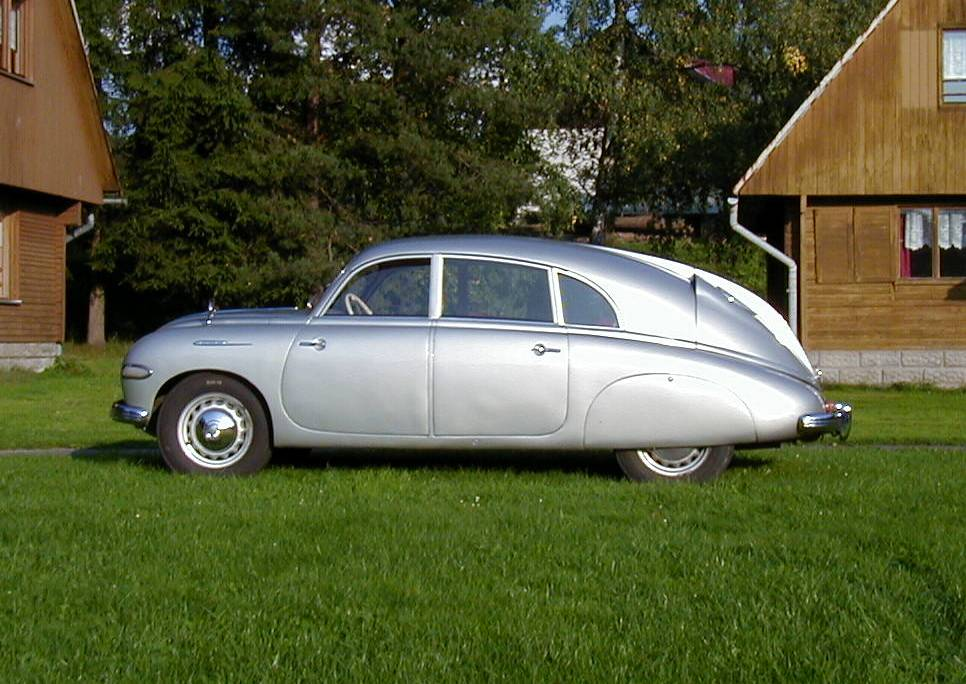
La Tatra 600 "Tatraplan"

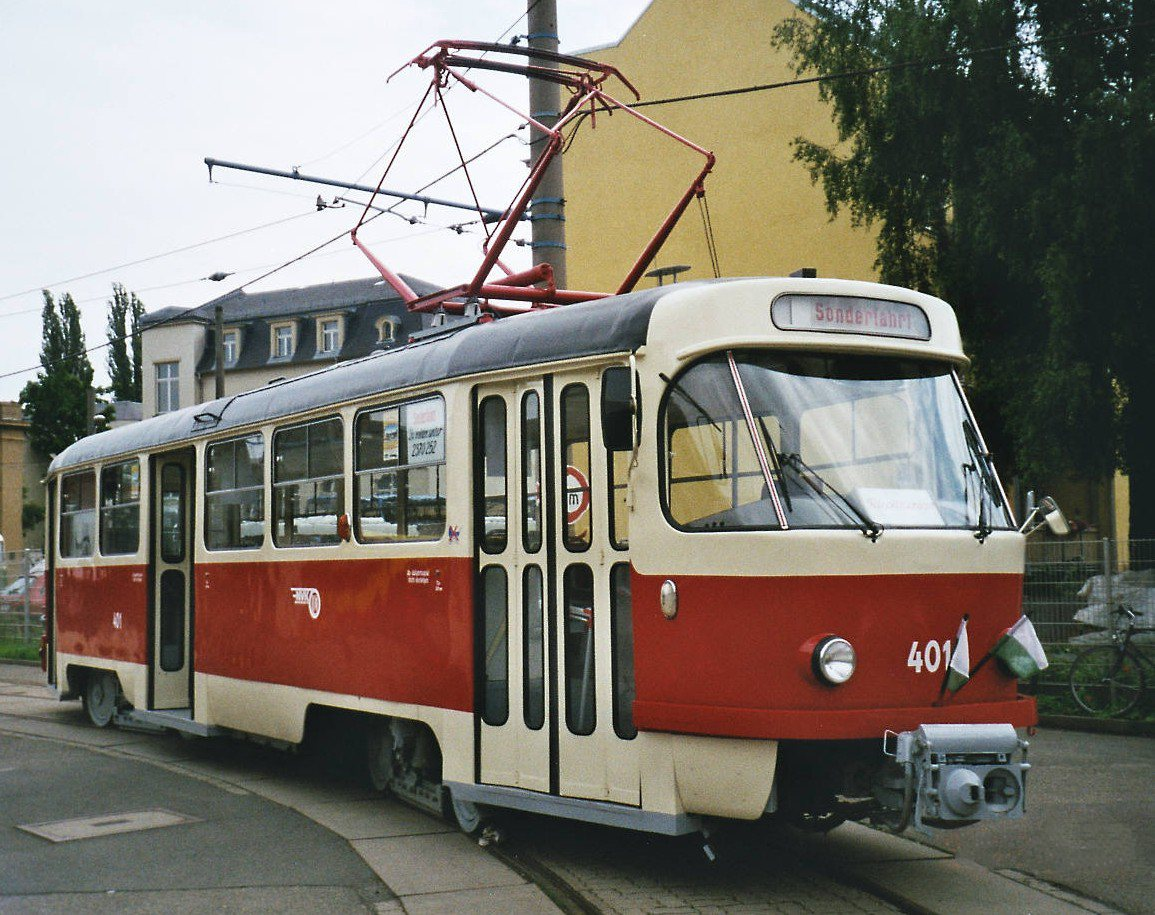
Tram tatra T3 in servizio a Chemnitz

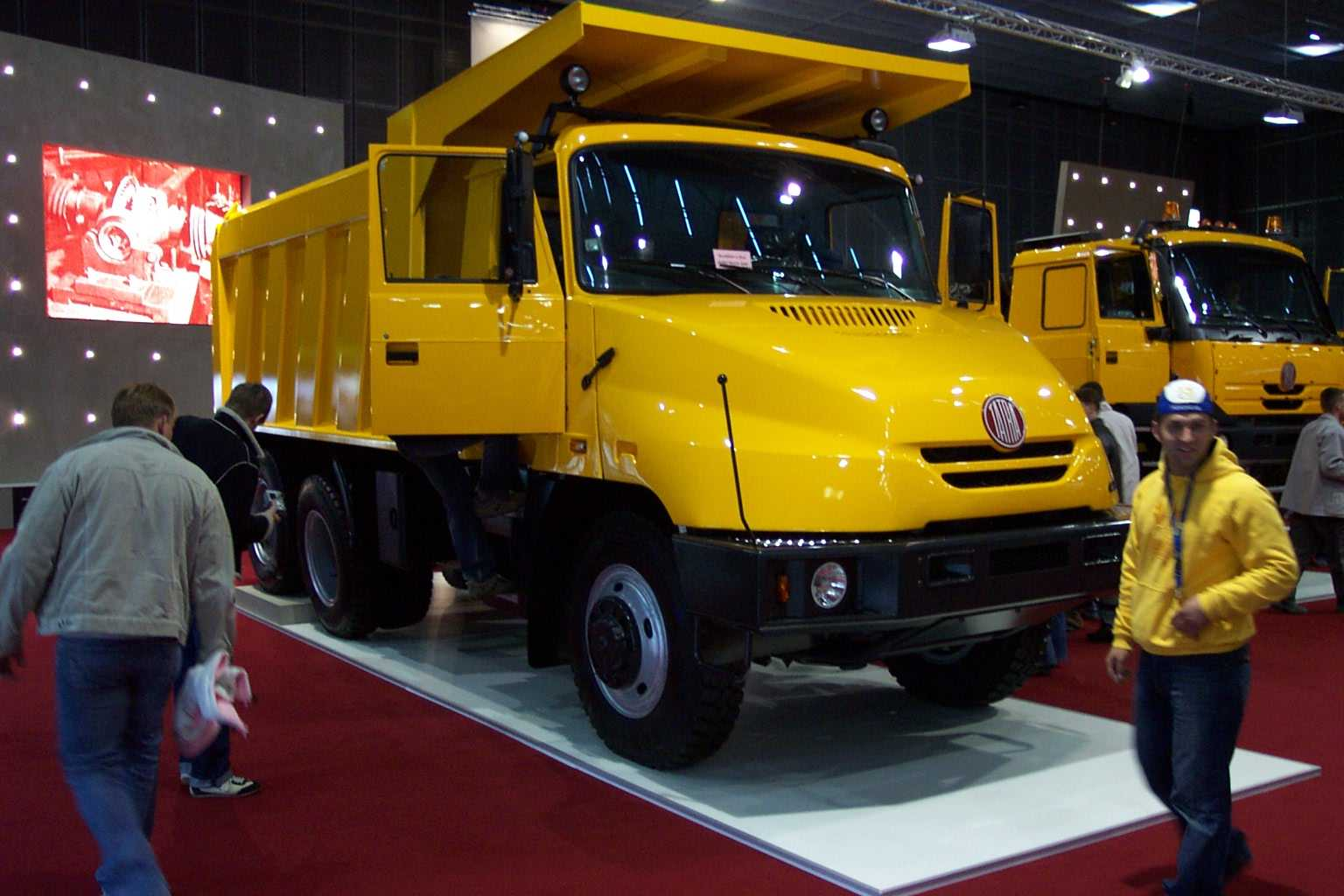
Il Tatra Jamal

Fra i principali e più famosi veicoli prodotti da Tatra figurano le vetture tranviarie della serie T3, prodotte dal 1960 al 1990 in ben 13.991 esemplari per numerose reti tranviarie dei paesi del COMECON, risultando così il modello di tram costruito in più esemplari al mondo.
Nel 1996 vengono messe in produzioni varie automobili, ma per periodi brevi e sono per lo più macchine da corsa o di lusso.
Nel periodo post comunista nasce la serie di camion T815-2 (evolutasi poi nella T815-7): mezzi pesanti altamente specializzati, utilizzati durante le competizioni sportive o da eserciti da tutto il mondo.
La Tatra sostiene team privati partecipanti a competizioni automobilistiche con i modelli "Tatra Ecorra V8 sport" e "Tatra T2 603 B5".

## Tatra concept
È così chiamato il sistema Tatra, inventato nei primi anni dell'azienda e poi evolutosi. Applicabile solo a veicoli a trazione integrale, consiste nel rendere la carrozzeria indipendente dalla parte meccanica. Quest'ultima è composta da un "tubo centrale" sul quale sono montati gli ammortizzatori, i freni e gli assi. Il tutto è diviso in tre sezioni:
- Parte "guidabile" indipendente
- Parte "non guidabile" indipendente
- Parte motrice

Con questa filosofia costruttiva è stato progettato ad esempio il Tatra Dakar, il modello nato nel periodo comunista per l'omonima gara di cui ha vinto molte edizioni (2001 per l'ultima volta). Nel 2007 il modello aggiornato "Dakar-07" è arrivato terzo nella competizione.

## Le competizioni sportive

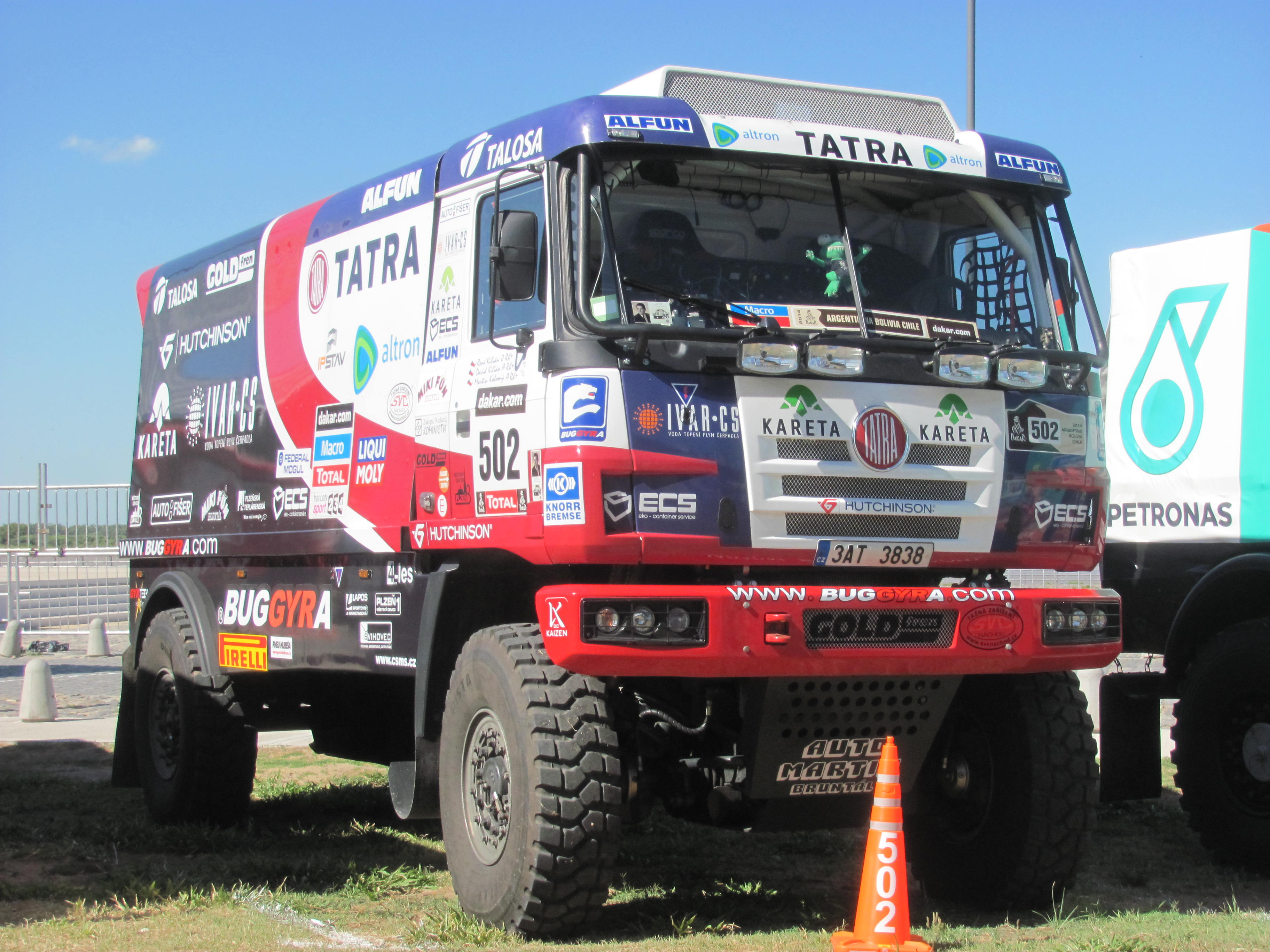
Un Tatra in versione Dakar 2014

La Tatra partecipa attivamente a varie competizioni motoristiche internazionali, spaziando in diversi settori e appoggiando vari team.
Ultimamente il team Tomas Tomecek-Letka racing team ha vinto la 26ª edizione del Tunisia Optic 2000 (maggio 2008) con una TATRA 815 DAKAR 2T0R45, mentre il Loprais Tatra Team è arrivato terzo al Central Europe Rally - Dakar series (maggio 2008) con una TATRA 815-2ZO R45 12.400 4x4.1 Dakar 2008. Un Tatra Jamal del Loprais Team ha vinto la Silk Way 2011 battendo con un vantaggio di sedici minuti il team favorito della gara, motorizzato con un camion Kamaz.
Il modello più utilizzato nelle corse desertiche e nei rally è il T-815 4x4; vi sono inoltre molti team che utilizzano veicoli Tatra nel truck trial internazionale, specialmente nel livello S5. In questo livello è una delle marche più utilizzate specialmente con il modello T-813 8x8 Kolos.

## Modelli realizzati

### Tram
Nel 1934 venne avviata la produzione di tram derivati dal modello statunitense "PCC"; sviluppata negli anni, tale gamma portò alla fornitura di 18.000 veicoli, caratterizzando Tatra come il più grande produttore di tram al mondo.
- Tatra T1
- Tatra T2
- Tatra T3/B3
- Tatra K1
- Tatra K2
- Tatra K5AR
- Tatra T4/B4
- Tatra T5A5
- Tatra KT4
- Tatra T5B6
- Tatra T5C5
- Tatra T6B5
- Tatra T6A2/B6A2
- Tatra KT8D5
- Tatra T6A5
- Tatra T7B5
- Tatra RT6N1

### Autovetture
- Tatra 11
- Tatra 12
- Tatra 17
- Tatra 57
- Tatra 75
- Tatra V570
- Tatra T77
- Tatra T80
- Tatra T87
- Tatra T97
- Tatra T107
- Tatra T600 Tatraplan
- Tatra JK 2500
- Tatra T603
- Tatra T613
- Tatra T623
- Tatra MTX V8
- Tatra Prezident
- Tatra T700
- Tatra Ecorra Sport V8

### Camion
- Tatra T13
- Tatra T26
- Tatra T27
- Tatra T43
- Tatra T72
- Tatra T81
- Tatra T82
- Tatra T85
- Tatra T111
- Tatra T128
- Tatra T141
- Tatra T147
- Tatra T805
- Tatra T138
  - OT-64 SKOT Motore potenziato
- Tatra T148
- Tatra T813

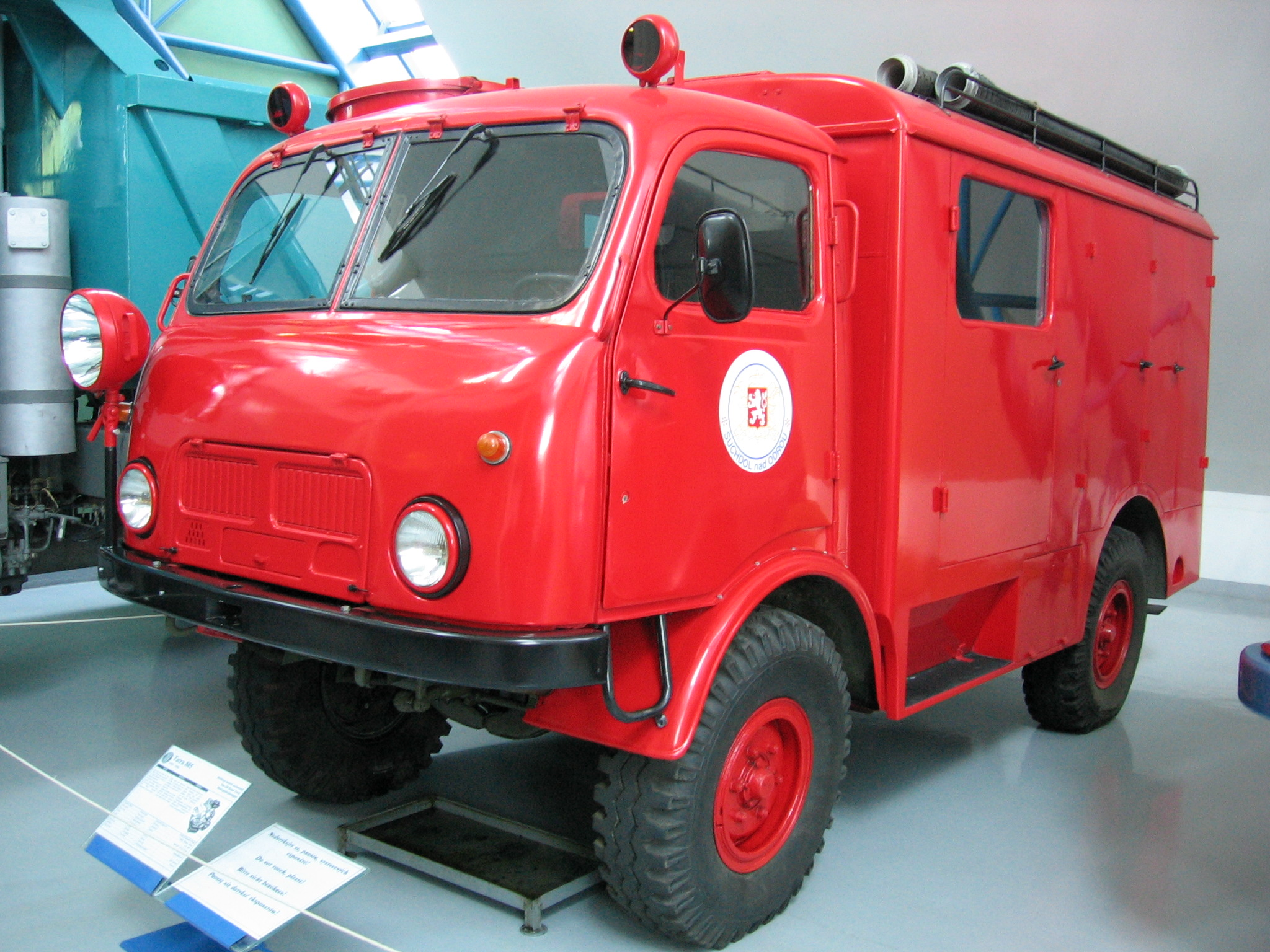
"baby" Tatra T805

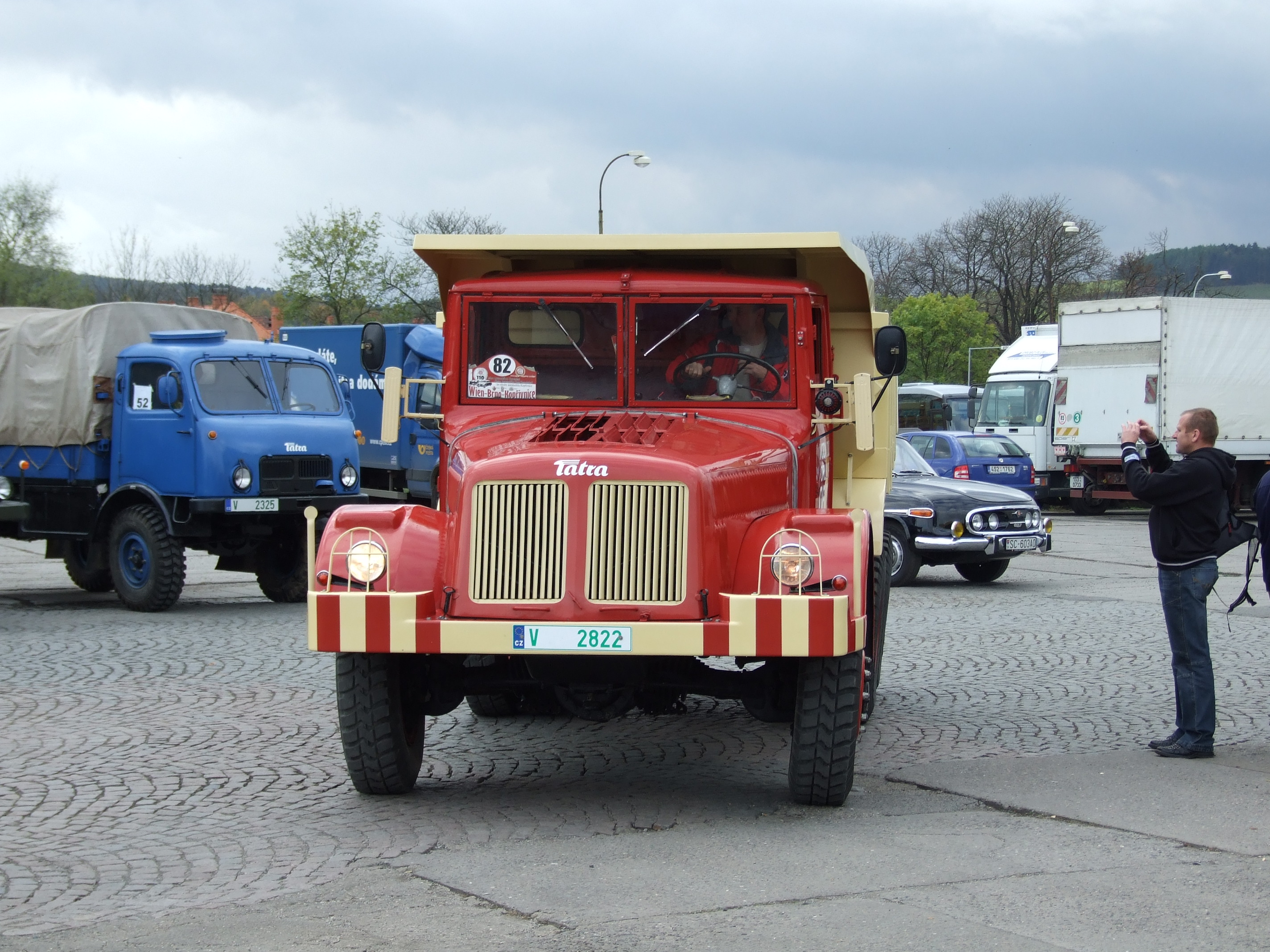
Tatra T147 dump truck

  - RM-70 Veicolo blindato basato sul Tatra T813
- Tatra T815, T815-2 e TerrNo1
  - Tatrapan Veicolo blindato con telaio T815.
- Tatra T163 Jamal
- Tatra T815-7
- Tatra T816
- Tatra T817
- Tatra T810 ANTS

## Galleria d'immagini

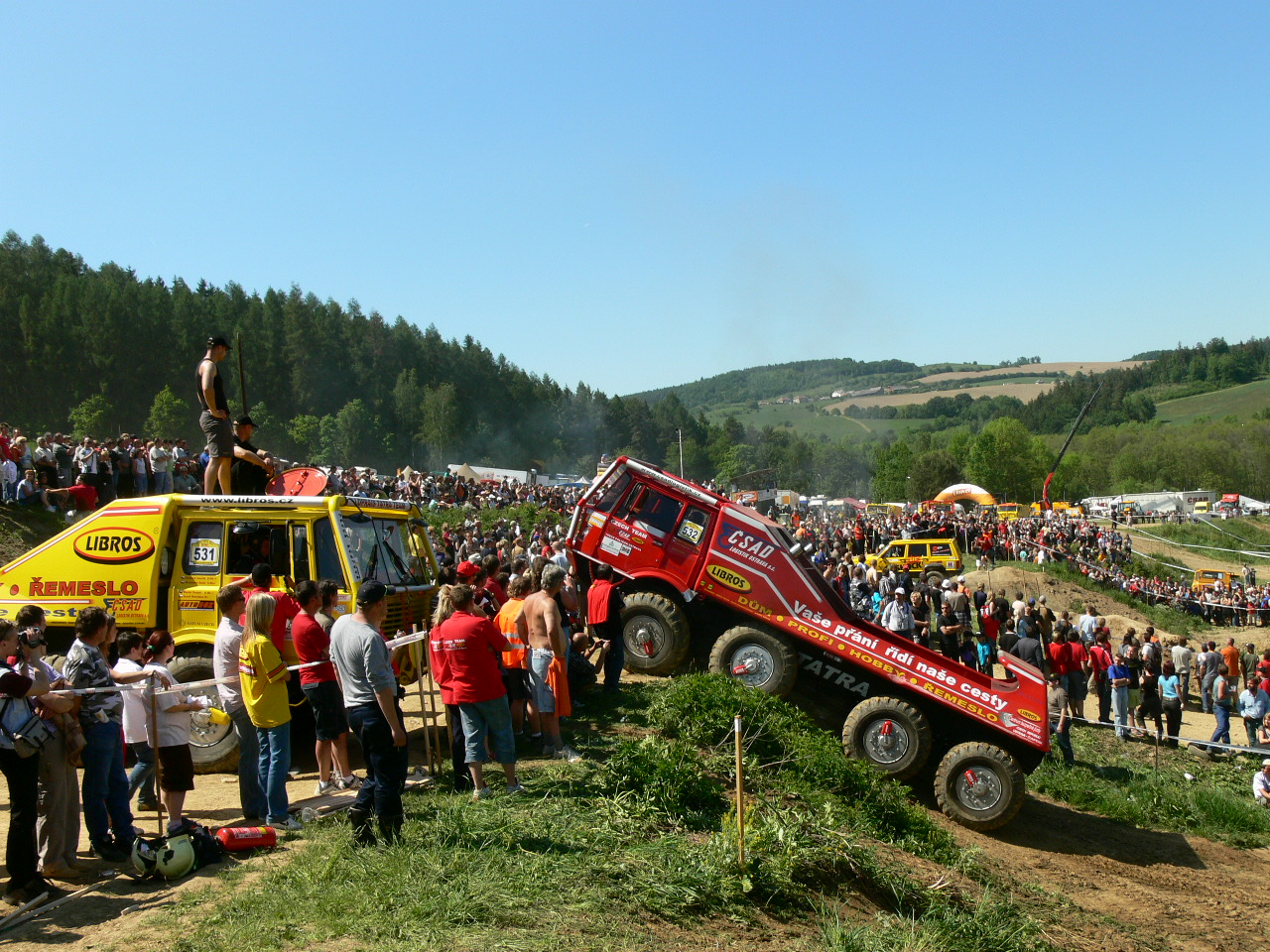
Un momento della competizione internazionale di truck trial a Mohelnice
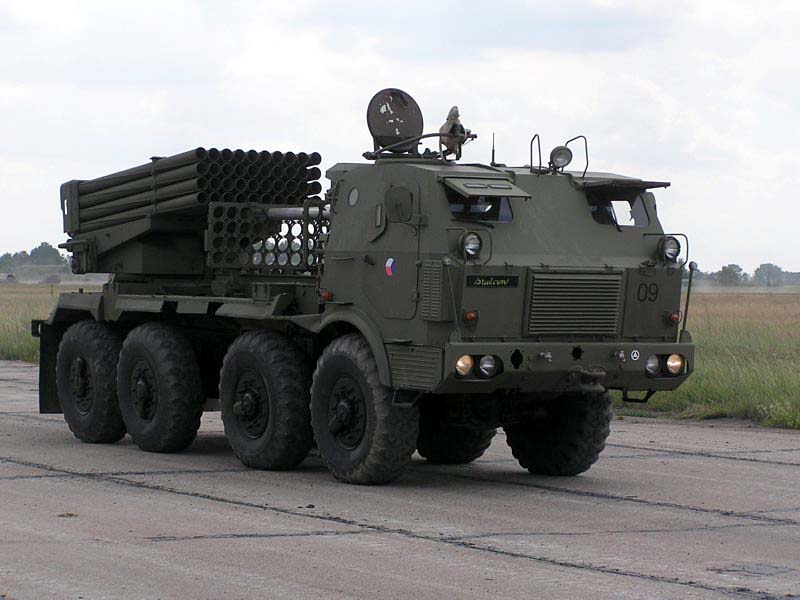
Un t813 corazzato e armato con razzi
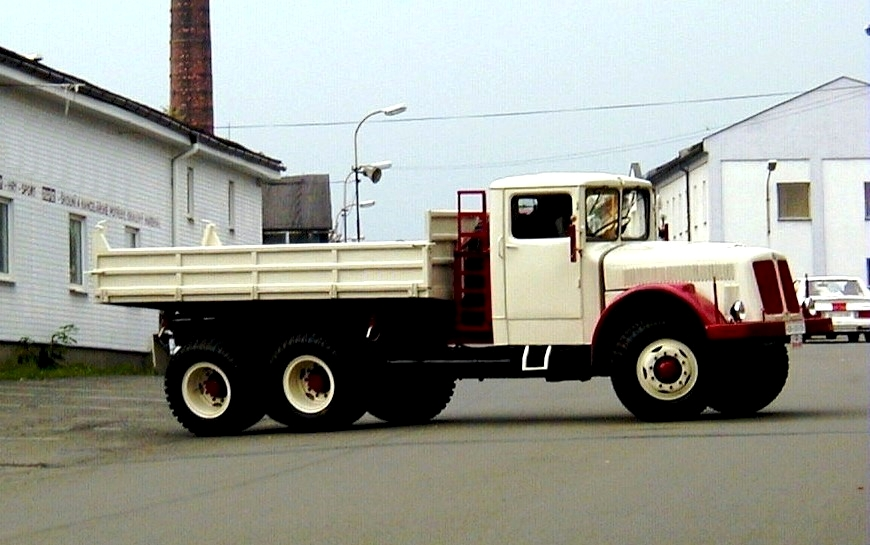
Il Tatra T111
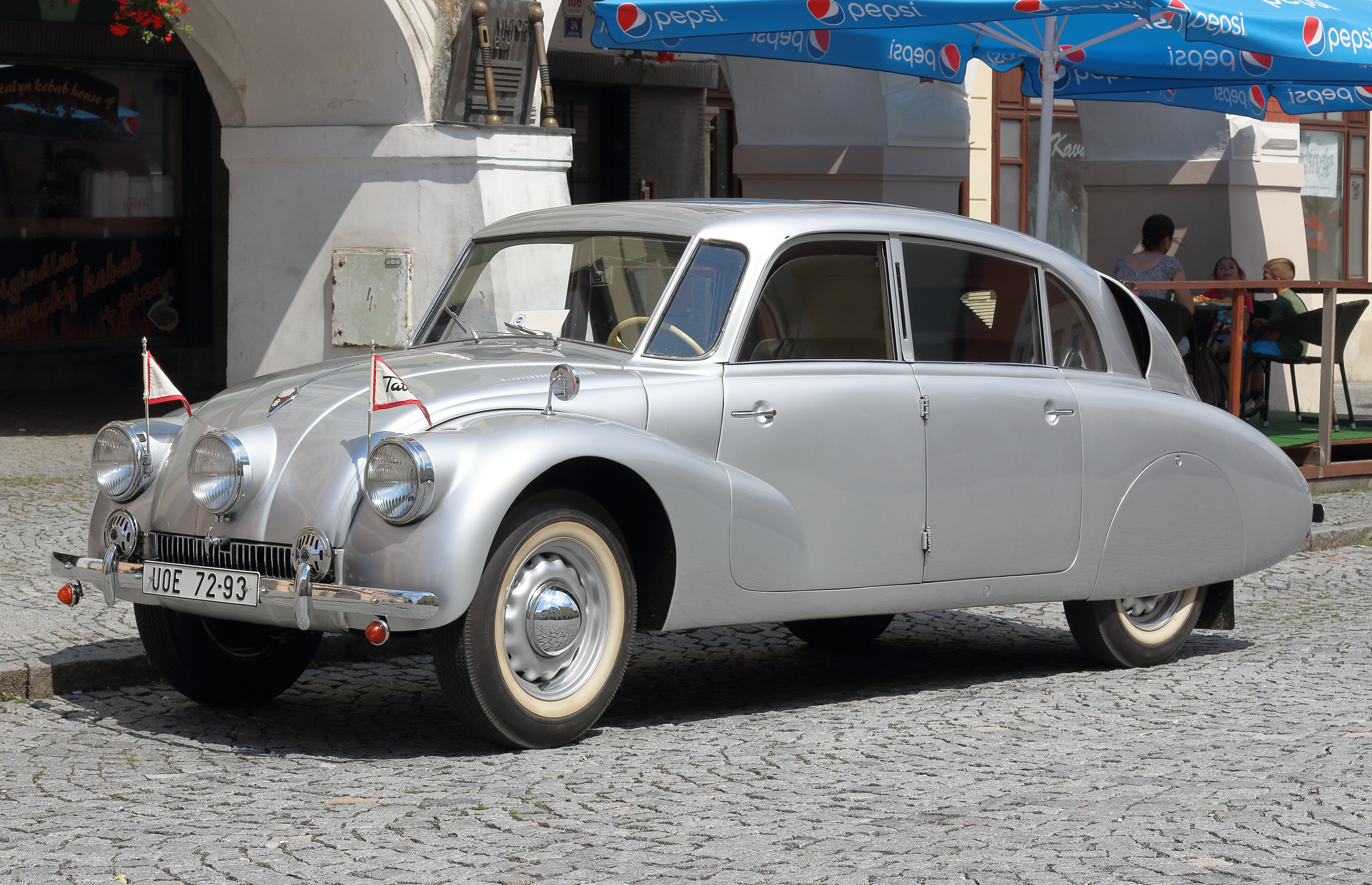
La Tatra T87 a tre fanali
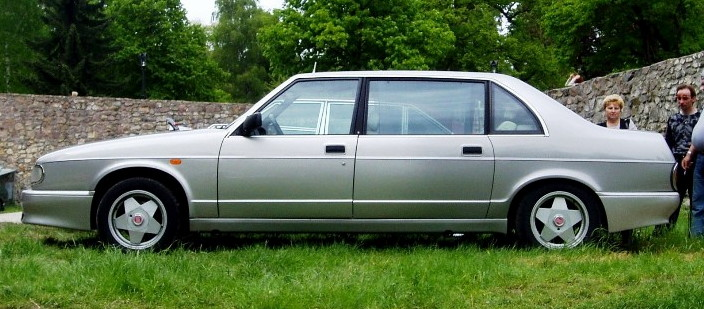
LA Tatra T700 del 1996
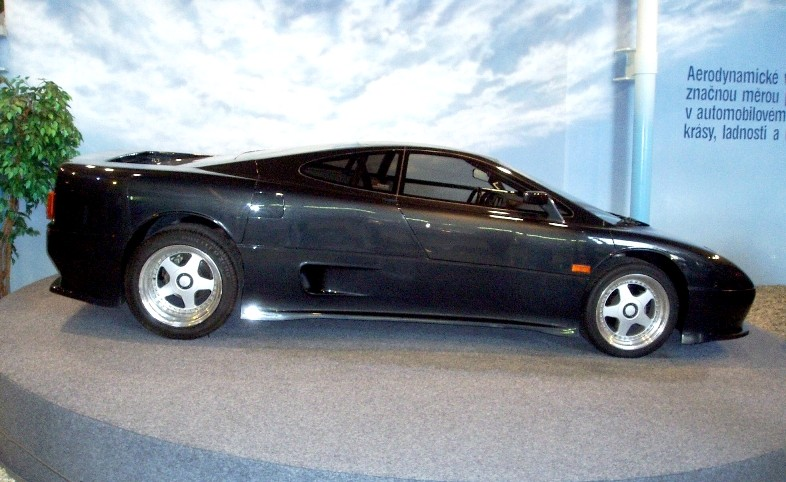
La Tatra MTX
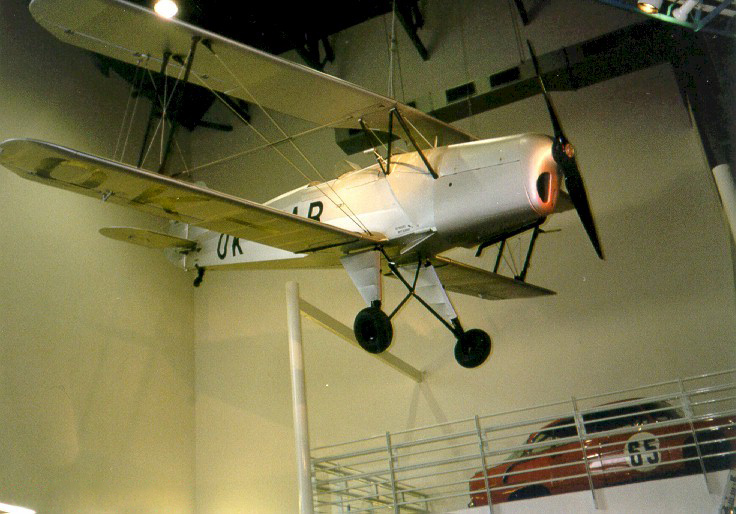
L'aereo T131
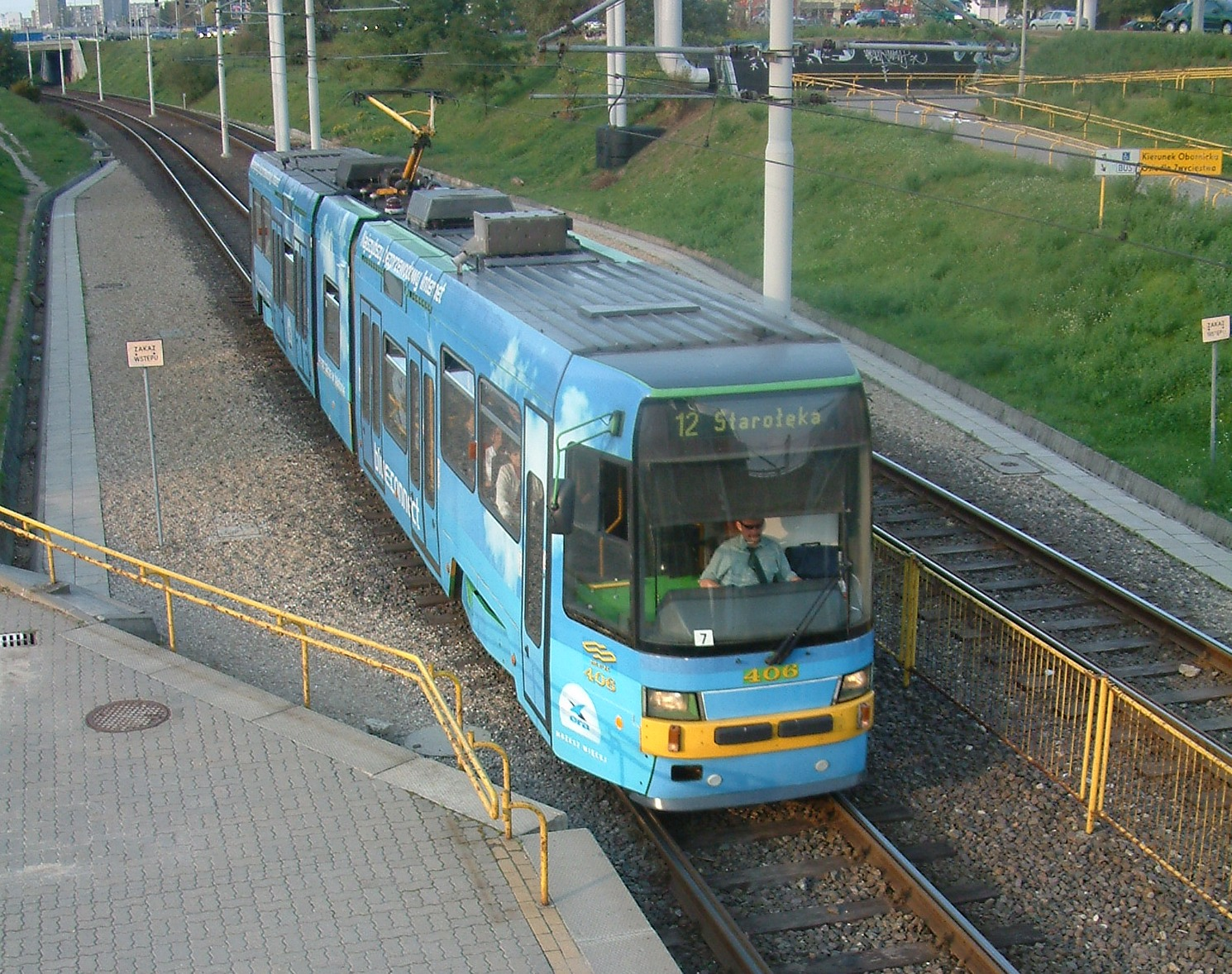
Un tram Tatra rt6
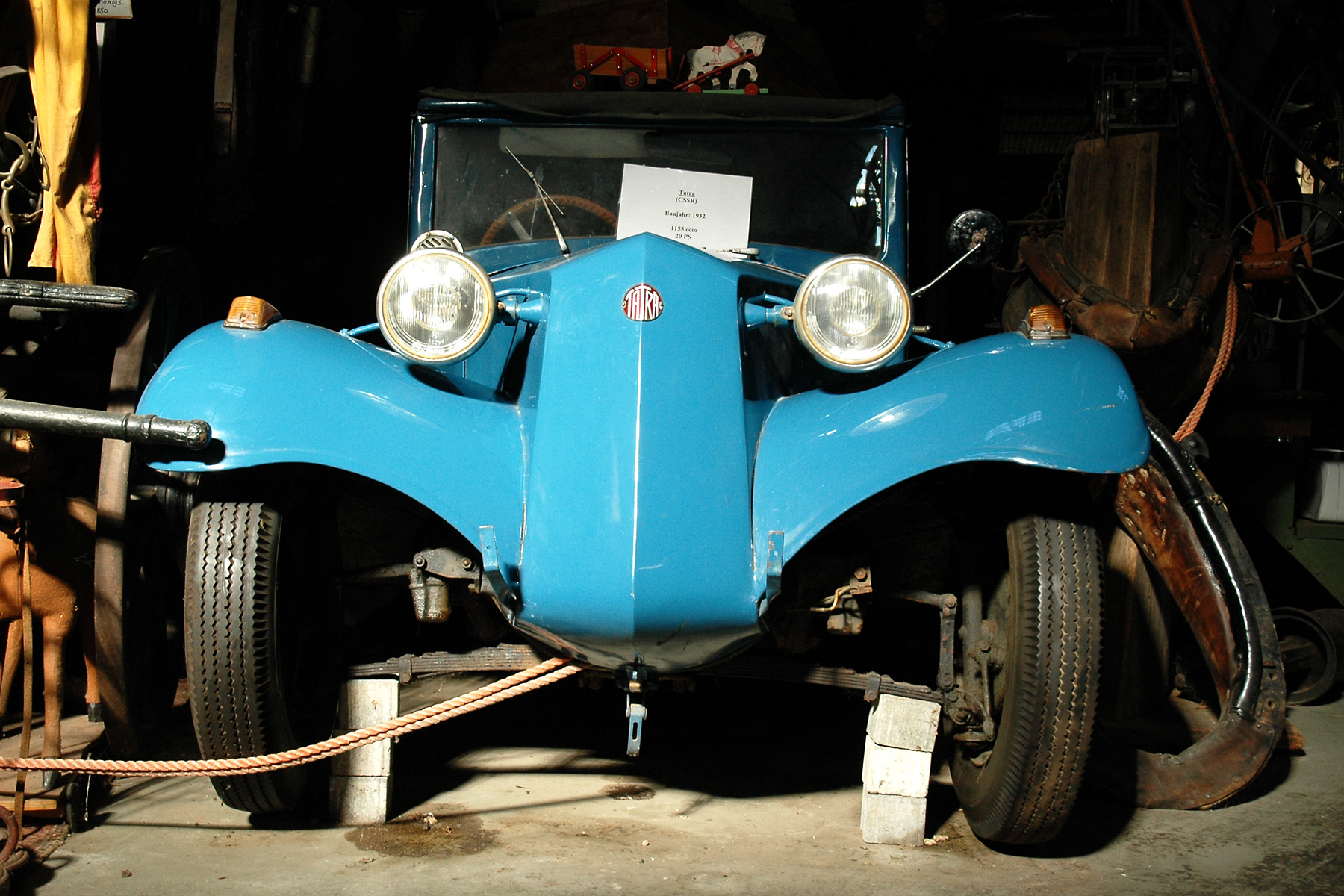
Tatra 52
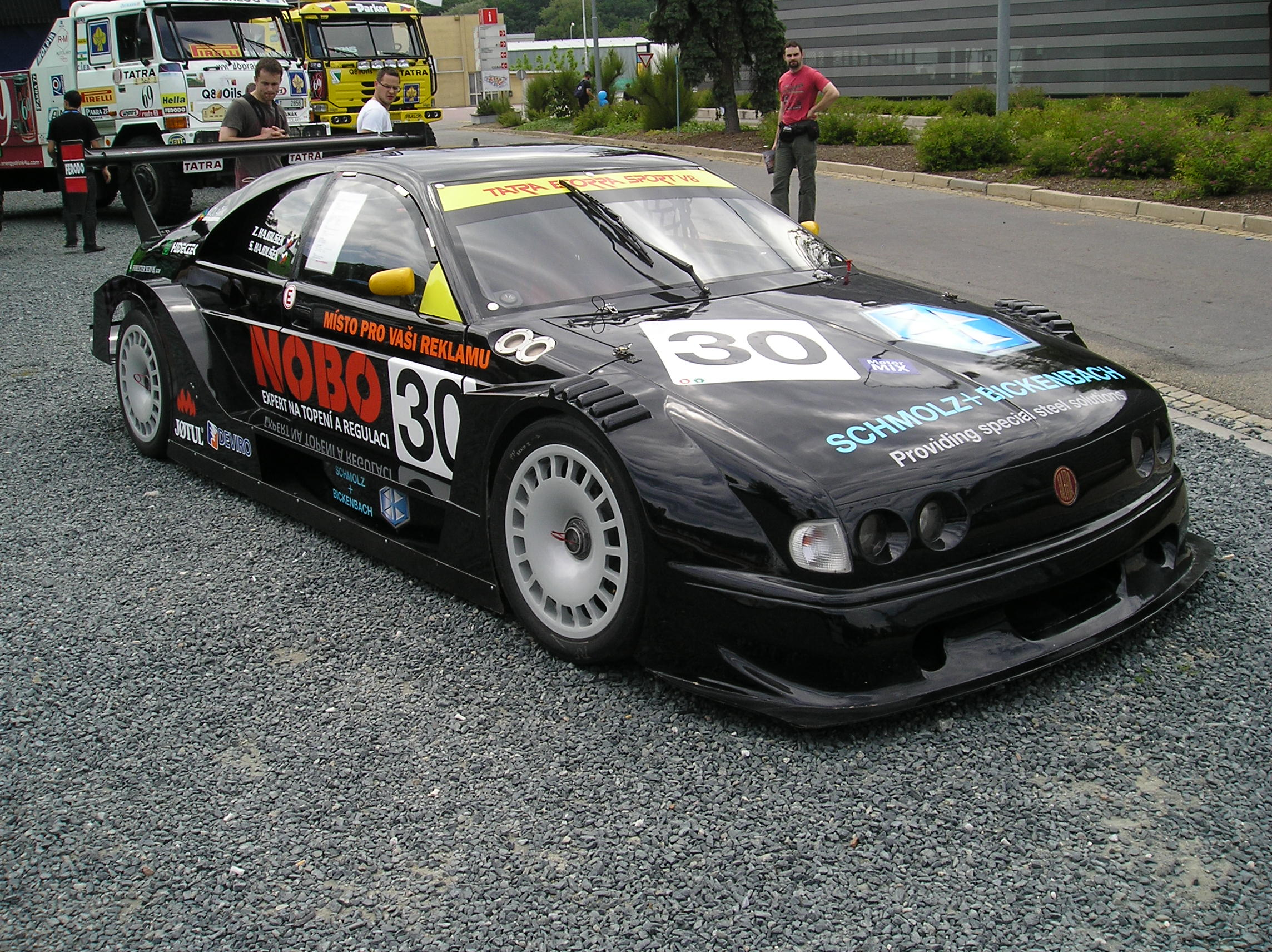
Tatra Ecorra Sport V8